# Фудбалски савез Словачке
Фудбалски савез Словачке (слч. Slovenský futbalový zväz; SFZ) је главна фудбалска организација у Словачкој.
Најстарији клубови су ДАК Дунајска стреда (1905), ФК Жилина (1908), ФК Нитра (1909), ФК Слован Братислава (1919).
Фудбалски савез основан је 1938. године. Регистровано је 2400 клубова. Члан је Светске фудбалске федерације ФИФА од 1994. године и Европске фудбалске уније УЕФА од 1993. године. Најуспешнији клуб је ФК Слован Братислава.
Прва међународна утакмица одиграна је 1994. године у Дубаију, УАЕ-Словачака 0:1. Боја дресова репрезентације је плава. 
Учествовала је на светском првенству 2010.